# V.マドンナ大戦争
『V.マドンナ大戦争』（ブイ・マドンナだいせんそう）は、松竹富士/ジョイパックフィルム/キャニオンレコード/三船プロダクションの共同制作による日本映画。主演は宇沙美ゆかり。1985年7月13日一般公開。

## 解説
他校の番長連合に生徒会費を強奪され続けている高校の生徒会長が、7名の女性を用心棒に雇う。『七人の侍』をモチーフにしていることを意識した台詞がある。
当時としては（特に10代の少年・少女が主役の映画としては）多額の制作費をかけた派手なアクションシーンが特徴である。したがって、映画のジャンルとしてはアクション映画であるが、学園を舞台とした青春映画の要素も併せ持っている。
キャッチフレーズは、「男たちよ、宣戦布告!」および「GO FOR BREAK!」

### コミカライズ
1985年12月23日　白泉社から魔夜峰央作画で『V・マドンナ』題でコミカライズされたが、映画とは内容が若干違っている。
- ISBN 978-4-592-13070-3

## キャスト
※【】内は用心棒としての役割・得意技を表すニックネームである
- 阿川冴香【リーダー】：宇沙美ゆかり
- 鹿島淳子【スタントのジャック】：村上里佳子
- 森加奈子【レスラーのカクダン】：ソフィー
- 箕輪巴【爆破のゴゼン】：黒羽まゆみ
- 寺尾マキ【カミソリのマキ】：速川麻樹
- 若原小町【スパイのコマチ】：渡辺祐子
- 石岡里未【パソコンの里未】：斉藤こず恵
- 石岡英(生徒会長)：中村繁之
- 白石乙美：今野りえ
- 黒岩純一：麻生肇
- 五十嵐玲子：片山由香
- 翔田陽平：坂井徹
- 風間直人：柄沢次郎
- 新海浩次(四天王)：丸山清吾SEIGO
- クラブ「ホライズン」のマスター：ミッキー・カーチス
- 高校教師：時任三郎（友情出演）
- 豹の目：蜷川有紀
- 宮田州
- 寺島進
- 小倉由美、小松美加、タランチェラ、黒川ゆりか

## スタッフ
- プロデューサー：奥山和由、鍋島壽夫
- 監督：中村幻児
- 脚本：野沢尚
- 音楽：山崎稔
- 音楽プロデューサー：坂井洋一
- 主題歌：宇沙美ゆかり「風のプリマドンナ」（作詞：高橋研、作曲：陣内孝則、編曲：鳥山雄司）
- 撮影：長沼六男
- 照明：佐藤幸郎
- 美術：横山豊
- 録音：伊藤春泰
- 編集：井上治
- 選曲：細井正次
- 効果：小島良雄（東洋音響）
- 助監督：武内孝吉、星野仁、月野木隆、鈴木健二
- 製作担当：大橋和男
- プロデューサー補：大野仁司
- 擬闘：高倉英二
- 特殊効果：太平特殊効果
- カーコーディネイト：チェッカーモータース
- カースタント：三石千尋とマイクスタントマンチーム
- 現像：東京現像所
- 録音スタジオ：にっかつスタジオセンター
- 製作指揮：林瑞峰

## ストーリー
希望ヶ丘高等学校は、柳生高校番長連合（別名：柳生軍団）による度重なる生徒会費の強奪に悩まされていた。石岡英（生徒会長）は、生徒会と所属するクラブとの会議でもそのことについて非難を受けるが、妹・石岡里未の助言もあり、用心棒を雇い番長連合と戦う決断をする。里未が用心棒として紹介したのは、モトクロスバイクのライダー阿川冴香である。冴香が、用心棒の他のメンバー4人（スタントのジャック、レスラーのカクダン、爆破のゴゼン、カミソリのマキ）を人選し、英に紹介する。すべて女性であるが、それぞれ得意技もあり、頼りになりそうであると英は確信する。里未と、名古屋からの転校生・若原小町を加え、7人のメンバーがそろった。D-DAY（柳生高校番長連合が予告した日）に備えるための計画が作成され、生徒たちの団結の下に準備は着々と進む。ここで、冴香は「自分たちはマドンナ」と宣言する。
いよいよD-DAY当日。柳生軍団側の攻撃は、希望ヶ丘高等学校側の予想を下回り、柳生軍団はあっけなく退散する。英を含めた生徒側はもちろん、マドンナたちも喜んでいるが、冴香は監視カメラの映像の中から、「豹の目」と呼ばれる女の存在を見つけ、1年前の出来事を思い出す。それは、暴走族のリーダーである「豹の目」に逆らい、凄惨な報復を受けたことである。実際、マドンナたちは次々と柳生軍団からの報復を受ける。コマチ、カクダン、ジャック、ゴゼンは重傷、マキは行方不明になる。

## 製作
脚本の野沢尚は、ヒロインには安田成美を希望し、面接も行われたが実現しなかった。

## 作品の評価
野沢尚は著書で「夏休みロードショーで大コケ。三船プロは大赤字を抱えて倒産寸前まで追い込まれ、主演女優は引退して沖縄に帰り、奥山和由プロデューサーは会社側の批判に晒された。自身も映画の仕事は2年後になり、監督の中村幻児は7年間の辛抱を強いられた」などと述べている。

## テレビ放送
| 回数 | テレビ局 | 番組名 （放送枠名） | 放送日                    | 放送時間      | 放送分数 | 視聴率 | 備考                                                                                           |
| ---- | -------- | ------------------- | ------------------------- | ------------- | -------- | ------ | ---------------------------------------------------------------------------------------------- |
| 1    | TBS      | ザ・ロードショー    | 1987年11月10日 （火曜日） | 20:00 - 21:54 | 114      |        | 本編開始前後に荻昌弘による解説あり。 放送時間は114分であり、枠に合わせて一部カットされている。 |